# Зеленокумськ
Зеленокумськ (рос. Зеленокумск) — місто (з 1965) в Ставропольському краї Росії, адміністративний центр Совєтського району.
Місто розташоване на річці Кума, за 265 км від Ставрополя. Залізнична станція на гільці Георгієвськ — Прикумськ. Населення 40,5 тис. жителів (2008).

## Люди
В місті народилися:
- Алексенський Юрій Ніконович (Миколайович) (1950—2017) — український мотоболіст, 12-разовий володар Кубка Європи, чемпіон Європи (1986), дворазовий чемпіон СРСР (1970, 1973).
- Ржевський Володимир Васильович (1919) — російський учений у галузі гірничої справи, академік АН СРСР (1981).

| Росія | Це незавершена стаття з географії Росії. Ви можете допомогти проєкту, виправивши або дописавши її. |